# Eremochelis nudus
Eremochelis nudus es una especie de arácnido  del orden Solifugae de la familia Eremobatidae.

## Distribución geográfica
Se encuentra en Nevada (Estados Unidos).